# Campionati mondiali di pattinaggio di velocità sprint 2017
I campionati mondiali di pattinaggio di velocità sprint 2017 si sono svolti a Calgary, in Canada, dal 24 al 25 febbraio 2017, all'interno dell'Olympic Oval.

## Medagliere
| Pos.   | Nazione     | Oro | Argento | Bronzo | Totale |
| ------ | ----------- | --- | ------- | ------ | ------ |
| 1      | Paesi Bassi | 1   | 0       | 2      | 3      |
| 2      | Giappone    | 1   | 0       | 0      | 1      |
| 3      | Norvegia    | 0   | 1       | 0      | 1      |
| 3      | Stati Uniti | 0   | 1       | 0      | 1      |
| Totale | Totale      | 2   | 2       | 2      | 6      |

## Podi
| Eventi             | Oro         | Prestazione | Argento                     | Prestazione | Bronzo          | Prestazione |
| Maschile dettagli  | Kai Verbij  | 136.065     | Håvard Holmefjord Lorentzen | 136.280     | Kjeld Nuis      | 136.300     |
| Femminile dettagli | Nao Kodaira | 146.390     | Heather Richardson-Bergsma  | 146.185     | Jorien ter Mors | 147.495     |